# 네이선 노턴

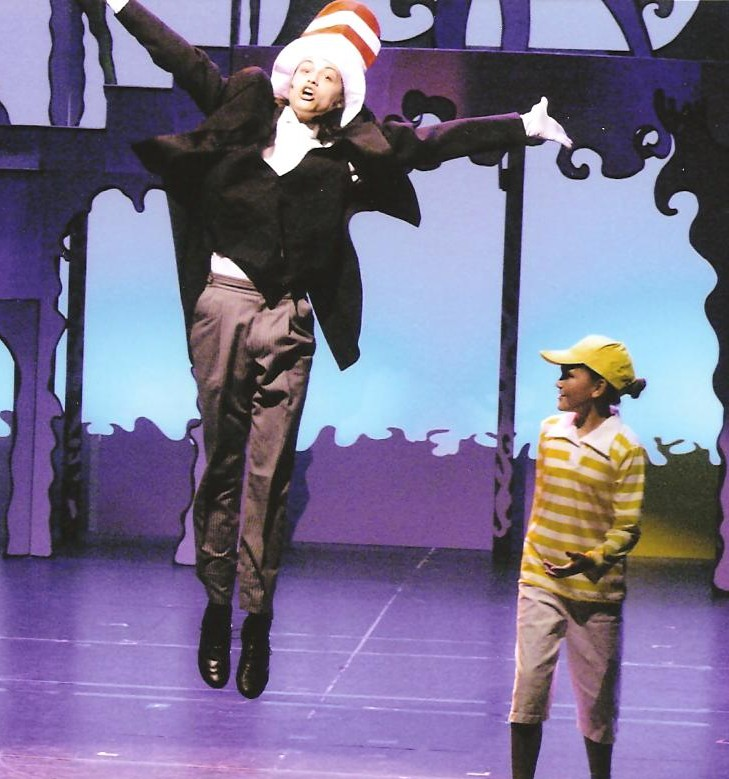

네이선 노턴(Nathan Norton, 1993년 8월 4일 ~ )은 미국의 배우이다.
로스앤젤레스에서 태어났다.

## 영화
- 스토리즈 USA (2007, Stories USA)